# N211i
ムーバ N211i（ムーバ　エヌ　にー　いち　いち アイ）は、NEC製のNTTドコモの携帯電話(mova)端末である。
本項目では、一部改良機種のムーバ N211iS（ムーバ・エヌ に いち いち アイ エス）についても述べる。

## 概要
N210iの後継機種。松下通信工業や三洋電機などの機種が採用していた中ヒンジアンテナを採用した。（NECの中ヒンジアンテナ機種はムーバでは当機種とN506iのみである。）また、シティオと同じ1.5GHzの通信にも対応している。
4種類のフォントを搭載する。
N211iSは、P211iSと同様に、ワン切り対策機能が追加され、不在着信秒数が表示できるようになった。

## 歴史
- 2001年9月3日　　テレコムエンジニアリングセンター(TELEC)による技術基準適合証明の工事設計認証（工事設計認証番号WZA0041、XAA0064）
- 2001年1月10日　 電気通信端末機器審査協会(JATE)による技術基準適合認定の設計認証（設計認証番号A00-1347P、J00-0371）
- 2001年12月7日　 N211i発表
- 2001年12月12日　N211i発売開始
- 2003年2月13日　 TELECによる技術基準適合証明の工事設計認証（工事設計認証番号01WZA1013）
- 2003年2月20日　 JATEによる技術基準適合認定の設計認証（設計認証番号A01-0762JP、J01-0242）
- 2003年3月31日　 N211iSをP211iSとともに発表
- 2003年4月4日　　N211iSをP211iSとともに発売開始
- 2012年3月31日　 movaサービス終了により使用はこの日限りとなる。